# Glen Gray
Pour les articles homonymes, voir Gray.
Glen Gray (de son vrai nom Glen Gray Knoblaugh) né le 7 juin 1906 à Roanoke (Illinois), mort le 23 août 1963 à Plymouth, est un saxophoniste, chef d'orchestre et compositeur de jazz américain.

## Carrière
Employé dans une compagnie de chemin de fer, il joue du saxophone dans des groupes amateur en 1926. Il joue dans l'orchestre de Jean Goldkette le Orange blossom band qui se produit au Casa Loma de Toronto et devient, en 1929, le Casa Loma orchestra. En 1937, il en devient le chef d'orchestre jusqu'à la fin des années 1940. Il quitte l'orchestre en 1950 et devient musicien de studio notamment dans la firme Capitol Records.

## Source
André Clergeat, Philippe Carles Dictionnaire du jazz Bouquins/Laffont 1990 p.400